# Törnsfalls församling
Törnsfalls församling är en församling i Linköpings stift inom Svenska kyrkan. Församlingen ingår i Södra Tjusts pastorat och ligger i Västerviks kommun i Kalmar län.
Församlingskyrka är Törnsfalls kyrka.

## Administrativ historik
Församlingen har medeltida ursprung. 
Ur församlingen utbröts 1433 Västerviks församling. Församlingen utgjorde fram till 1653 ett eget pastorat. Från 1653 till 1 maj 1910 var församlingen annexförsamling i pastoratet Västervik och Törnsfall. Från 1 maj 1910 till 1962 utgjorde församlingen åter ett eget pastorat. Från 1962 till 2014 var församlingen annexförsamling i pastoratet Gladhammar, Västrum och Törnsfall, där Gladhammar och Västrum 2006 uppgick i Gladhammar-Västrums församling. Från 2014 ingår församlingen i Södra Tjusts pastorat.

## Kyrkoherdar[7]
| Ämbetstid | Namn                                        | Levnadstid | Övrigt |
| --------- | ------------------------------------------- | ---------- | ------ |
| 1343      | Ivarus                                      | -1343      |        |
| 1443      | Hans                                        |            |        |
| 1555-1599 | Nicolaus                                    | -1599      |        |
| 1600-1619 | Jonas Erici                                 |            |        |
| 1620-1632 | Joannes Joannis                             | -1632      |        |
| 1633-1654 | Nicolaus Petri Westerloensis (Westerlander) | -1654      |        |
| 1910-     | Henning Lidberg                             | 1860-      |        |

### Komministrar
| Ämbetstid | Namn                      | Levnadstid | Övrigt                                     |
| --------- | ------------------------- | ---------- | ------------------------------------------ |
| 1654–1674 | Magnus Axelsson           | 1622–1688  | Senare kyrkoherde i Kristbergs församling. |
|           | Elias Nicolai Knattingius |            |                                            |
|           | Philippus Utterbom        |            |                                            |
|           | Ericus Johannis Ryding    |            |                                            |
| 1706-1748 | Sveno Bothvidi Hedelius   | 1669-1758  |                                            |
| 1748-1785 | Sven Hedelius             | 1720-1785  |                                            |
| 1786-1801 | Lars Johan Törnmark       | 1752-1801  |                                            |
| 1802-1823 | Pehr Westercrantz         | 1763-1823  |                                            |
| 1823-1853 | Johan Henrik Engstrand    | 1789-1853  |                                            |
| 1854–1857 | Carl Otto Rosin           | 1814–1885  |                                            |
| 1857-1909 | Erik Johan Segerstedt     | 1818-1909  |                                            |

## Klockare, kantor och organister
| Ämbetstid | Namn                 | Levnadstid | Övrigt                |
| --------- | -------------------- | ---------- | --------------------- |
| 1731-1733 | Sven Larsson         |            | Klockare              |
| 1736-1746 | Sven Joansson        |            | Klockare              |
| 1751      | Sven Eriksson        |            | Klockare              |
| 1802-1812 | Jonas Ringström      | 1760-      | Klockare              |
| 1812-1823 | Carl Peter Blom      | 1785-      | Klockare              |
| 1823-1831 | Per Pettersson       | 1801-1831  | Klockare              |
| 1832-1851 | Gustaf Dahlgren      | 1811-1851  | Organist och klockare |
| 1852-1885 | Carl Johan Johansson | 1823-1888  | Organist och klockare |
| 1888-1898 | Johan Axel Wretman   | 1859-      | Kantor                |